# Auguste de Saxe-Weissenfels (1650-1674)
Prince Auguste de Saxe-Weissenfels (3 décembre 1650 à Halle – 11 août 1674 à Halle), est un membre de la branche Albertine de la Maison de Wettin. Il est un prince du Saxe-Weissenfels et Prévôt de Magdebourg. Il est parfois appelé Auguste le Jeune, pour le distinguer de son père.

## Biographie
Auguste est le deuxième fils du duc Auguste de Saxe-Weissenfels et de sa première épouse Anne-Marie de Mecklembourg-Schwerin, la fille du duc Adolphe-Frédéric Ier de Mecklembourg-Schwerin.
En 1659, Auguste rejoint la Société des fructifiants, qui est dirigée par son père. Il utilise le surnom der Behutsame (« le Prudent »). Quand il a dix ans, il est élu, à l'instigation de son père, qui est aussi l'archevêque de Magdebourg, comme prévôt de l'archevêché de Magdebourg, par le chapitre de la cathédrale. Après la mort d'Auguste, le poste est revenu à son frère Henry.
Auguste est décédé le 11 août 1674, à l'âge de 23 ans. Il est enterré dans la cité ducale, dans la crypte de l'église du château de Neu-Augustenbourg.

## Mariage et descendance
Le 25 août 1673 à Halle, il épouse Charlotte, la fille du comte Frédéric de Hesse-Eschwege de son mariage avec la comtesse palatine Éléonore-Catherine de Deux-Ponts-Cleebourg, la fille de Jean-Casimir de Deux-Ponts-Cleebourg. Après la mort d'Auguste, Charlotte épouse le comte Jean Adolphe de Bentheim-Tecklenburg, dont elle a par la suite divorcé.
Charlotte et Auguste ont un enfant, qui est mort à la naissance, le 24 avril 1674 à Halle.